# Franz Kleber
Franz Kleber (* 4. März 1942 in München) ist ein ehemaliger deutscher Skeletonfahrer.
Franz Kleber war einer der erfolgreichsten deutschen Skeletonpiloten in den 1980er Jahren. Sein größter Erfolg war der Gewinn der Silbermedaille hinter dem Österreicher Gert Elsässer bei den zweiten Skeleton-Europameisterschaften, die 1982 in Königssee ausgetragen wurden. In den Jahren 1981 bis 1983 sowie 1985 und 1987 war Kleber fünfmal Deutscher Meister. 1980 war er hinter Helmut Spieß, 1986 hinter Peter Strittmatter Vizemeister, 1984 Dritter. Somit war Kleber achtmal in Folge unter den besten Dreien der Deutschen Meisterschaft. Er startete für den BSC München, dessen 2. Vorsitzender er heute ist. Kleber ist Fliesenlegermeister mit einem eigenen Betrieb und lebt in Krailling. Sein Sohn Frank Kleber war ebenfalls ein erfolgreicher Skeletonpilot.